# Khatukai
Khatukai - Хатукай (rus) és un aül de la República d'Adiguèsia, a Rússia. Es troba a la vora esquerra del riu Labà, a la seva confluència amb el riu Kuban, davant d'Ust-Labinsk, a 10 km al nord-est de Krasnogvardéiskoie i a 73 km al nord-oest de Maikop, la capital de la república.
Pertanyen a aquest municipi els possiolki de Vodni, Lesnoi, Nàberejni i Svobodni.

## Història
El nom de la vila procedeix del de la subètnia khatukai, una ètnia adiguesa. Entre el 1851 i el 1852 alguns adiguesos d'aquest poble es traslladaren a les muntanyes baixes de la desembocadura del Labà, així com alguns xapsugs de les zones costaneres. L'any 2002 l'aül fou inundat per complet en obrir-se les comportes de l'embassament d'Stàvropol. El riu Labà no arribava al Kuban, quedant l'aigua estancada durant un mes.